# Liste der bayerischen Gesandten in der Schweiz
Dies ist eine Liste der bayerischen Gesandten in der Schweiz.

## Gesandte
1745: Aufnahme diplomatischer Beziehungen
...
- 1770–1772, 1775–1778: Franz Rudolf von Schwachheim (1731–1804)

...
- 1803–1807: Johann Baptist von Verger (1762–1851)
- 1807–1827: Johann Franz Anton von Olry (1769–1863)
- 1827–1829: Konrad Adolf von Malsen (1792–1867)
- 1829–1836: Carl von Hertling (1786–1836)
- 1836–1838: vakant
- 1838–1841: Konrad Adolf von Malsen (1792–1867)

Ferdinand von Verger

- 1841–1844: Ferdinand Johann Baptist von Verger (1806–1867)
- 1844–1845: vakant
- 1845–1854: Ferdinand Johann Baptist von Verger (1806–1867)
- 1854–1862: Konrad Adolf von Malsen (1792–1867)
- 1862–1865: vakant
- 1865–1866: Ferdinand von Hompesch-Bollheim (1824–1913)
- 1866–1867: Eduard Riederer von Paar zu Schönau (1823–1892)
- 1867–1870: Wilhelm von Dönniges (1814–1872)
- 1870–1872: Alfred Ludwig von Bibra (1827–1880)
- 1872–1887: Carl Johann Friedrich von Niethammer (1831–1911)
- 1887–1895: Kurt von der Pfordten (1847–1907)
- 1895–1903: Eduard von Montgelas (1854–1916)
- 1903–1907: Otto von Ritter zu Groenesteyn (1864–1940)
- 1907–1918: Gottfried von Böhm (1845–1926)
- 1918–1919: Friedrich Wilhelm Foerster (1869–1966)
- 1919–1920: vakant

1920: Aufhebung der Gesandtschaft